# Bahnstrecke Paris-Invalides–Versailles-Rive-Gauche
| Paris-Invalides–Versailles-Rive-Gauche | Paris-Invalides–Versailles-Rive-Gauche |
| -------------------------------------- | -------------------------------------- |
| Spurweite:                             | 1435 mm (Normalspur)                   |
|                                        |                                        |

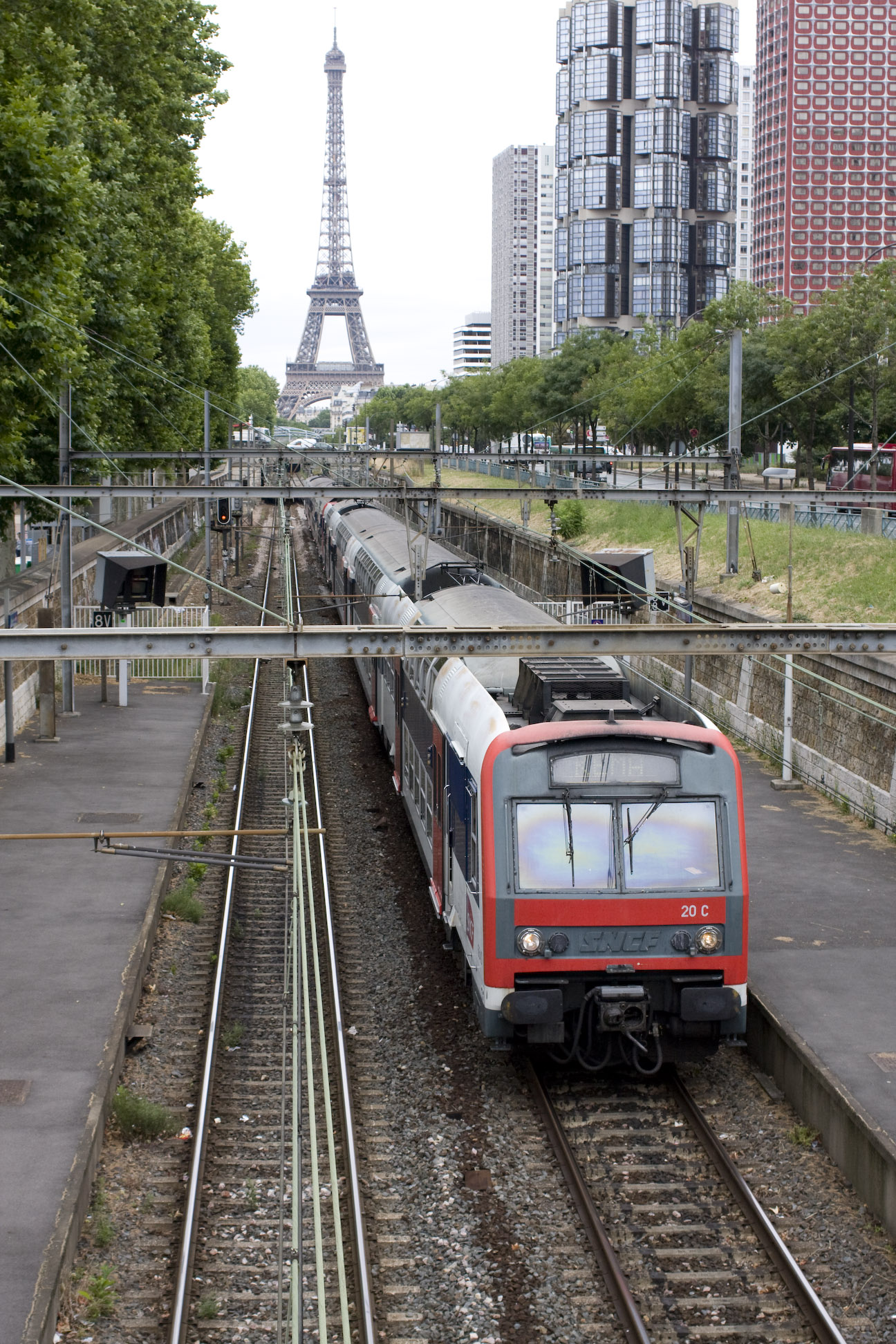
Bahnstrecke Paris-Invalides–Versailles-Rive-Gauche: Bahnhof Javel mit Zug der Baureihe Z 5600 des RER C

Die Bahnstrecke Paris-Invalides–Versailles-Rive-Gauche („Ligne des Invalides“) führt von der Gare des Invalides in Paris auf einer Länge von 17,61 Kilometer zum Bahnhof Versailles-Rive-Gauche (seit 2012: Versailles-Château-Rive-Gauche), einem der beiden Kopfbahnhöfe in Versailles. Sie ist heute Teil des Réseau express régional d’Île-de-France (RER) und wird von den Zügen des RER C befahren. Der Kilometerpunkt 0,000 befindet sich knapp östlich der in den 1970er Jahren neu angelegten RER-Station Gare des Invalides.

## Vorgeschichte

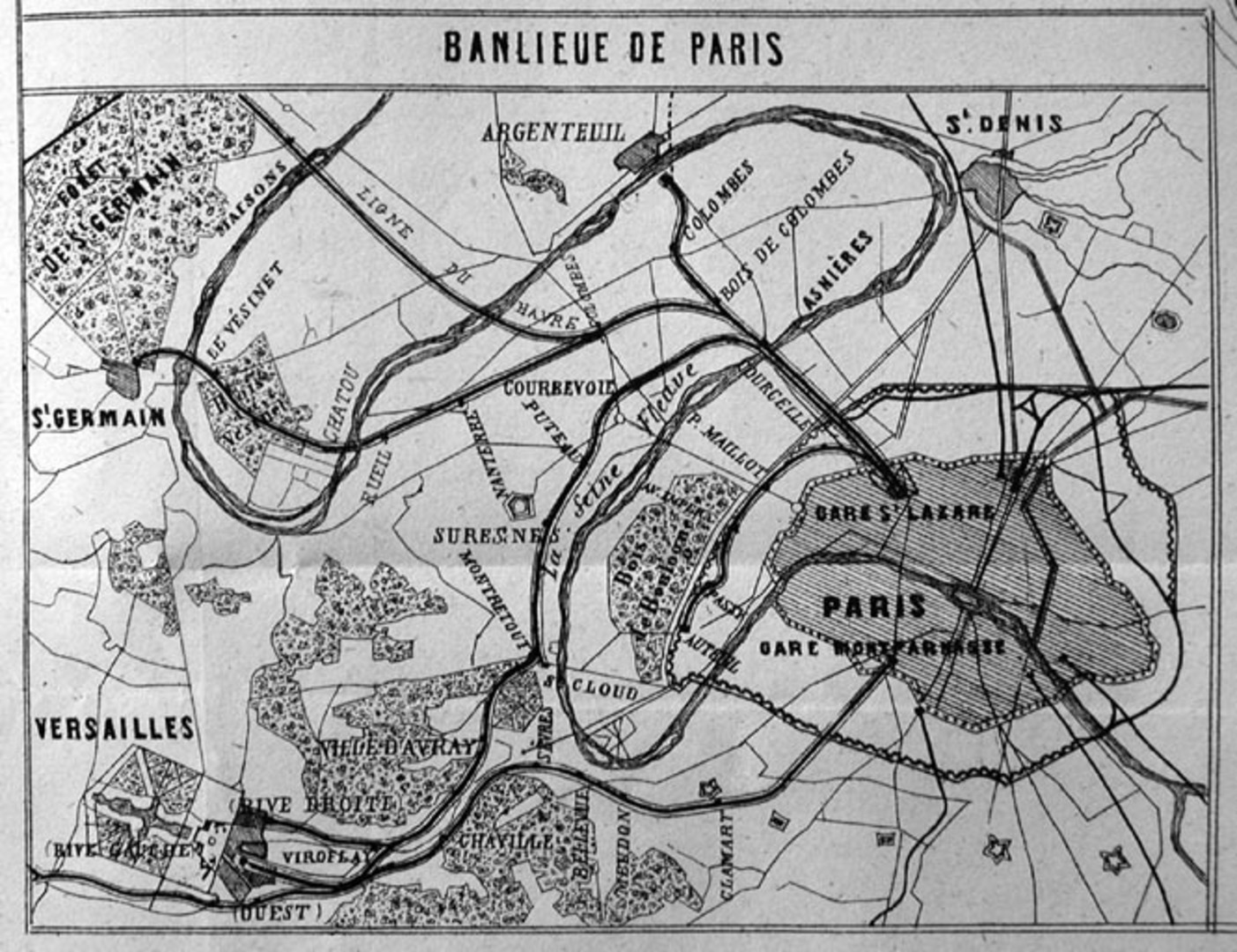
Karte der westlichen Pariser Vorortstrecken im Jahr 1859

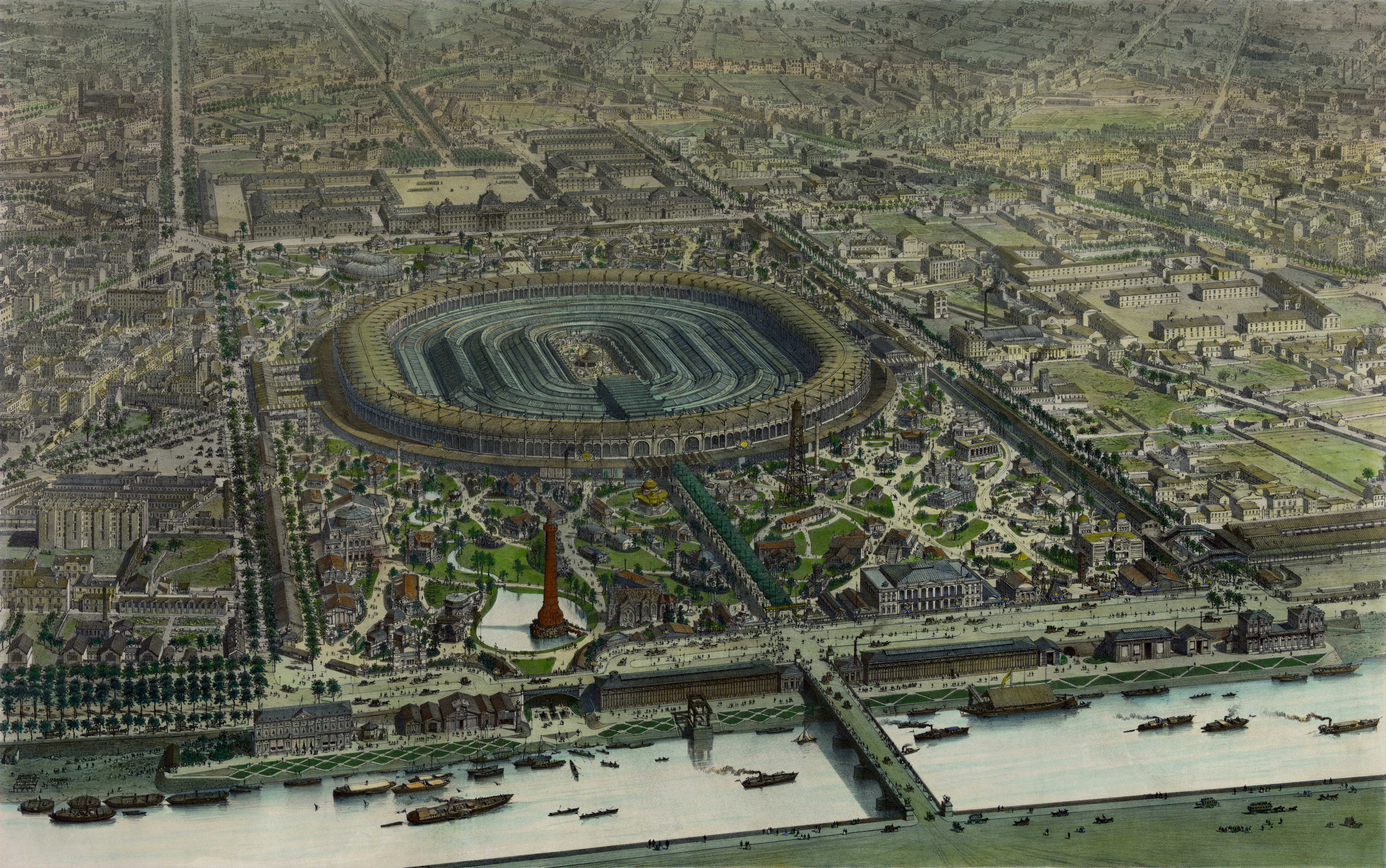
Weltausstellung von 1867 auf dem Champ de Mars, rechts der provisorische Bahnhof

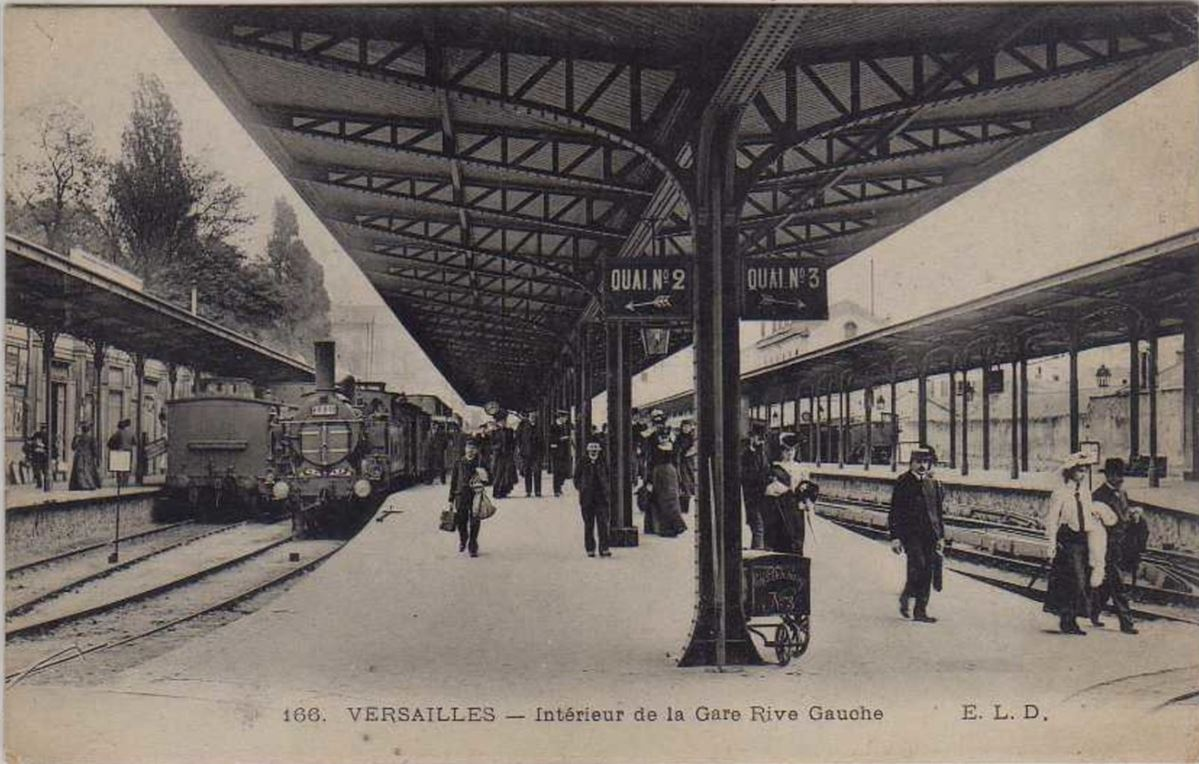
Bahnhof Versailles-Rive-Gauche (1900er Jahre)

Am 10. September 1840 wurde eine Bahn vom Pariser Stadttor Barrière du Maine in der Mauer der Generalpächter – an der Stelle des späteren Bahnhofs Paris-Montparnasse – nach Versailles eröffnet. Deren Endabschnitt von Viroflay bis Versailles-Rive-Gauche stellt heute das westliche Ende der Strecke dar. Sie wurde zeitgleich mit der Bahnstrecke Paris-Saint-Lazare–Versailles-Rive-Droite am 26. April 1837 genehmigt und in Konkurrenz zu jener gebaut. Die Société anonyme du chemin de fer de Paris à Saint Cloud et Versailles konnte ihre Strecke vom Bahnhof Embarcadère de l’Ouest nach Versailles-Rive-Droite am 2. August 1839 eröffnen. Indes hatte die Compagnie de la Rive Gauche mit Gerichtsverfahren bezüglich des Landerwerbs und rapide steigenden Baukosten, die an ihrem Kapital zehrten, zu kämpfen. Sie konnte nur durch ein staatliches Darlehen von fünf Millionen Franc und die kostengünstigere Errichtung des Pariser Bahnhofs außerhalb der Stadtmauer gerettet werden.
Auf Pariser Seite ging 1867 ein Abzweig vom Bahnhof Point-du-Jour an der Ligne de Petite Ceinture zum Champ de Mars in Betrieb. Dieser wurde nur für die Weltausstellung jenes Jahres vom 1. Februar bis zum 18. November 1867 genutzt. Während deren Öffnungszeiten verkehrten über die Ligne d’Auteuil Personenzüge zwischen dem Bahnhof Paris-Saint-Lazare und dem Champ de Mars. Zehn Jahre später griff man auf den dortigen Bahnhof zurück und nutzte ihn als Ausgangspunkt für eine Strecke, die die Petite Ceinture unterqueren und bis zum Vorort Issy (seit 1893: Issy-les-Moulineaux) führen sollte. Anlass für deren Eröffnung war wiederum eine Weltausstellung, diesmal die des Jahres 1878.

## Geschichte und Beschreibung

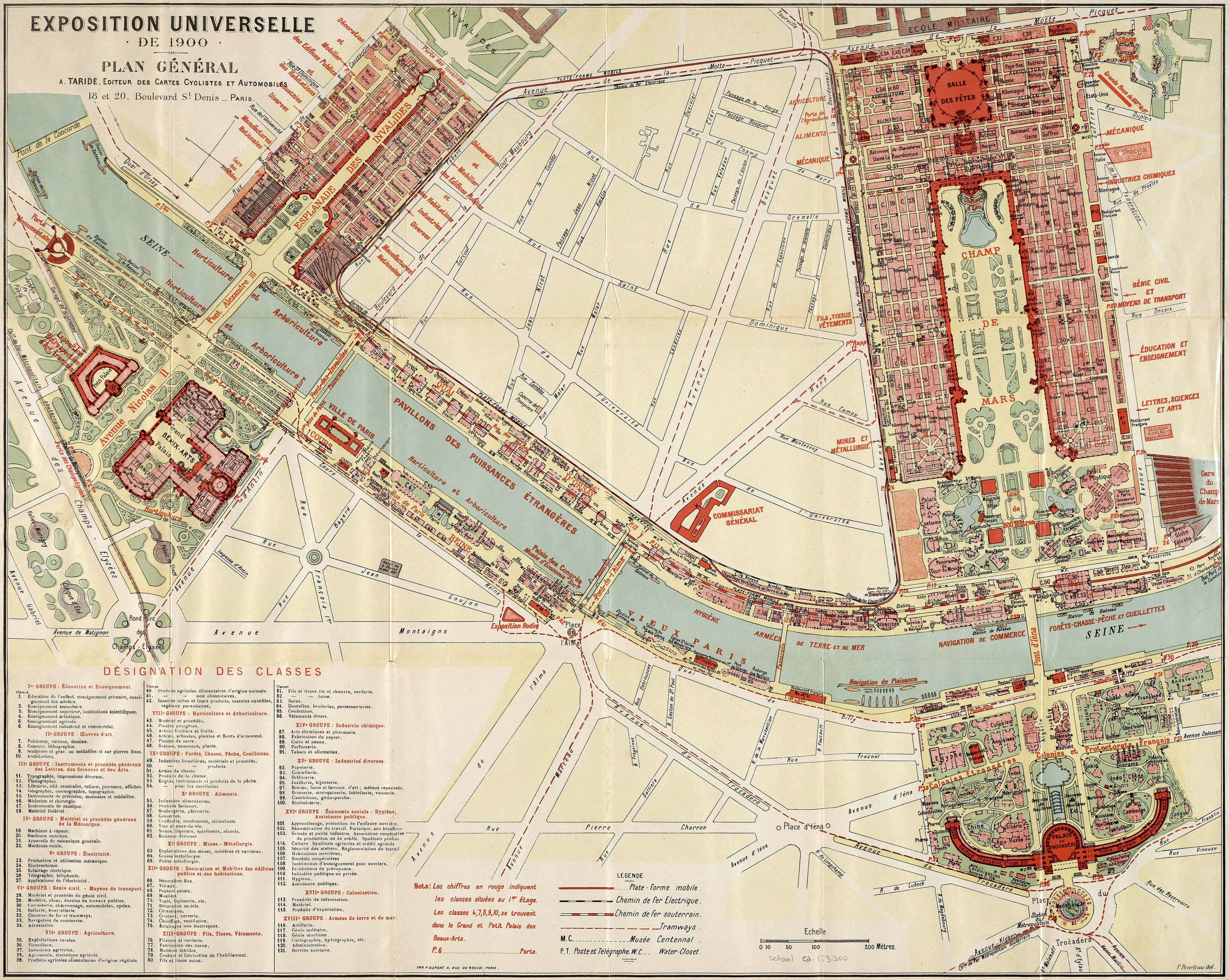
Plan der Weltausstellung von 1900 mit dem Tunnelabschnitt Gare des Invalides–Gare du Champ de Mars

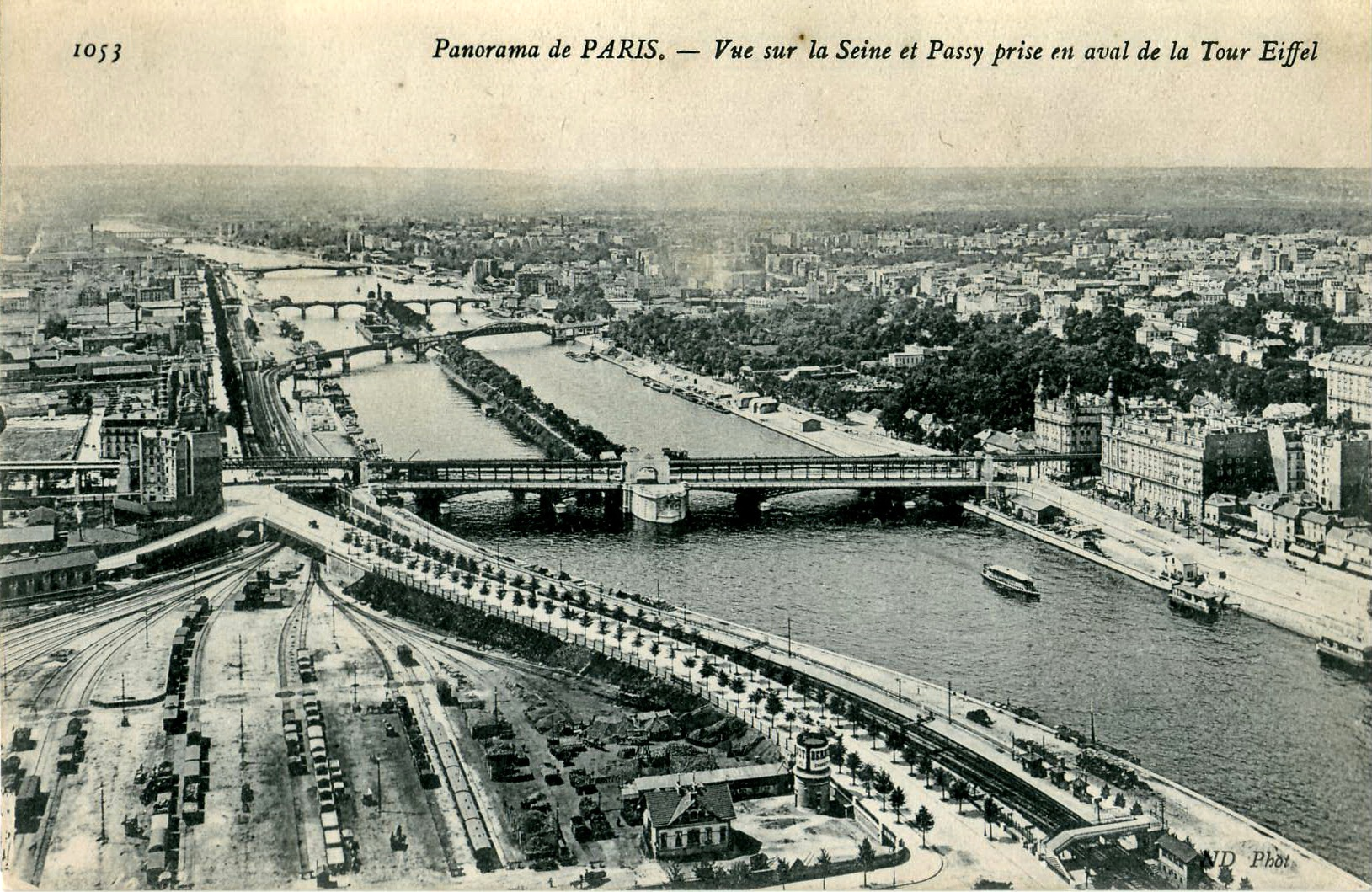
Strecke nach Invalides (rechts) und Bahnhof Champ de Mars

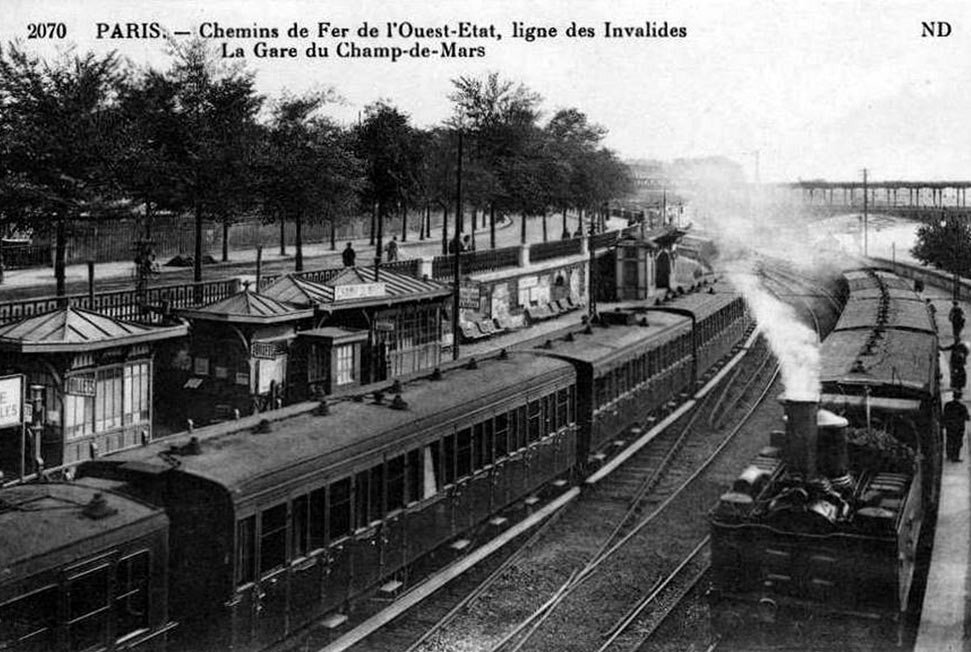
Dampfbetrieb im Bahnhof Champ de Mars (Strecke nach Invalides, um 1910)

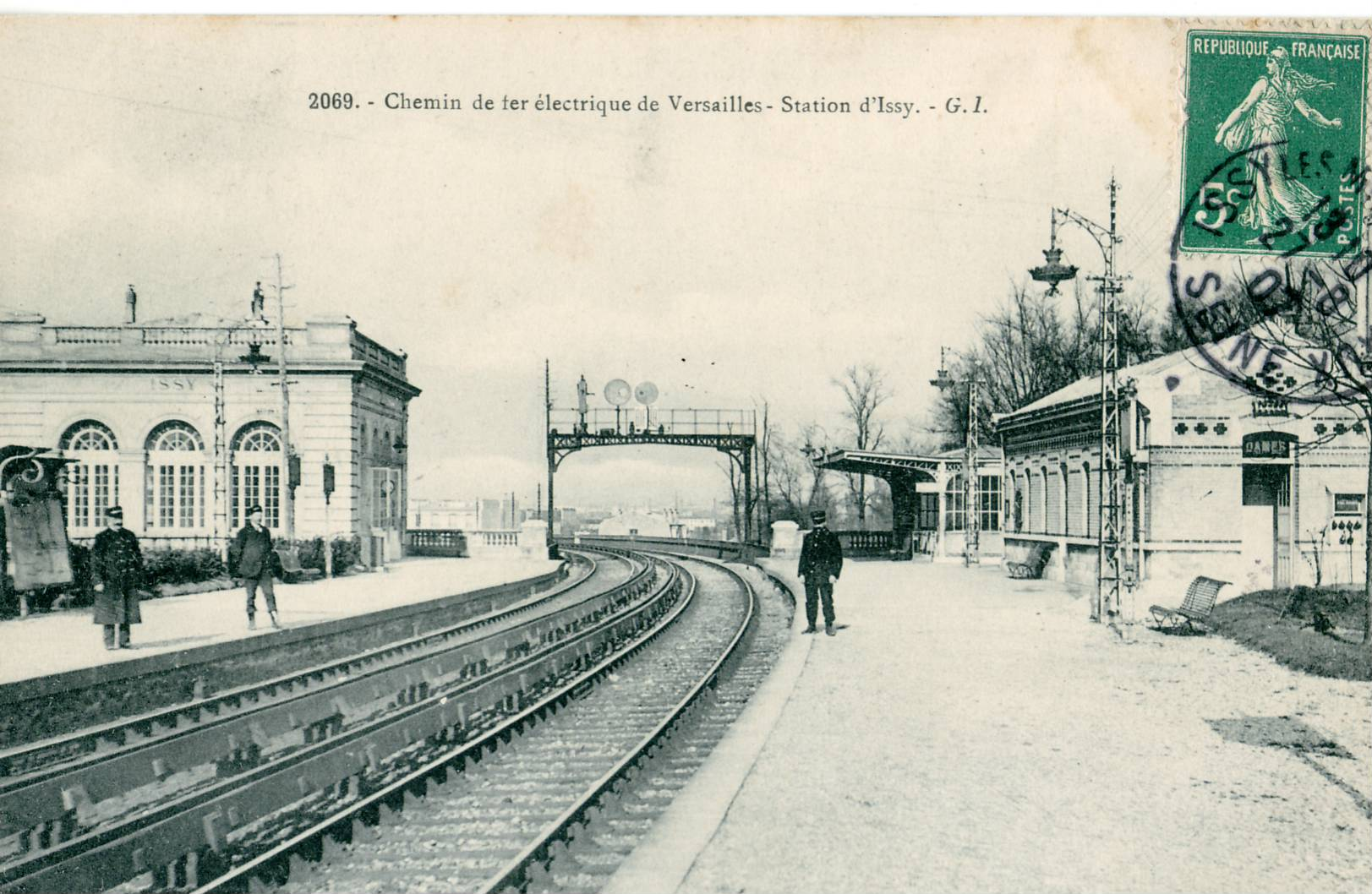
Bahnhof Issy kurz nach der Streckeneröffnung

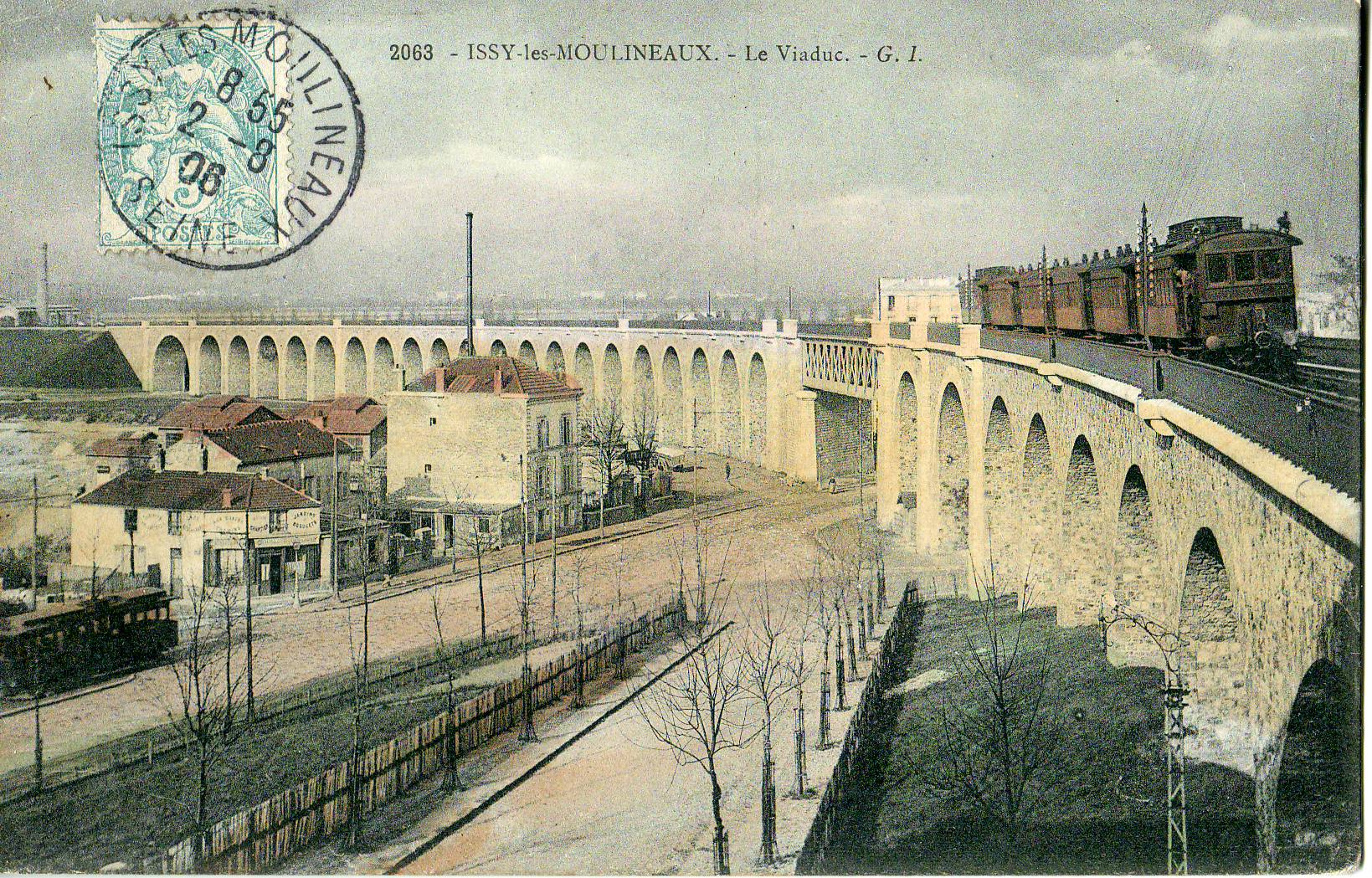
Zug mit Gepäcktriebwagen des Typs Ouest 5000 auf dem Viaduc d’Issy

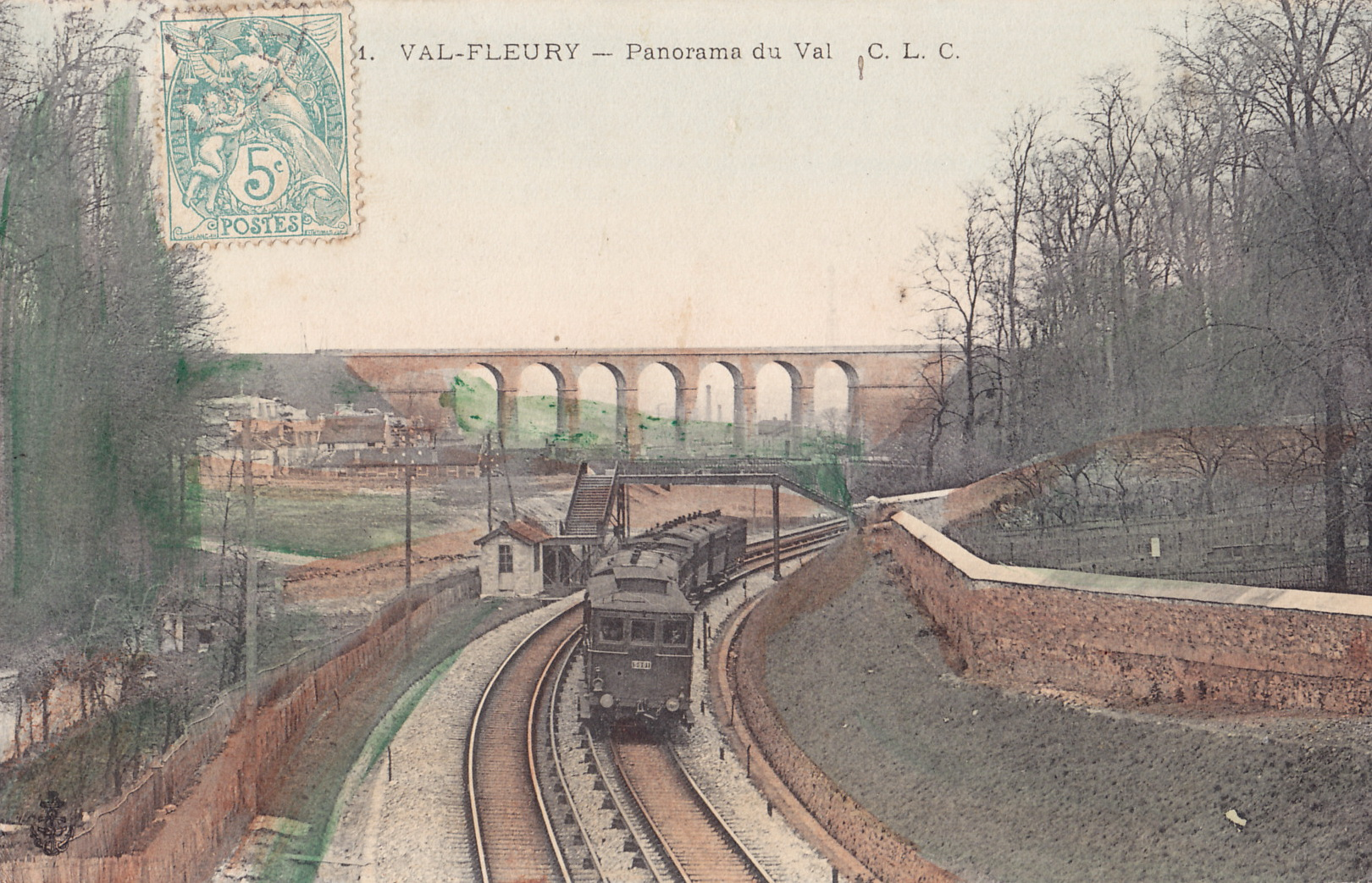
Ouest-5000-Gepäcktriebwagen auf der Strecke in Meudon (vor 1914)

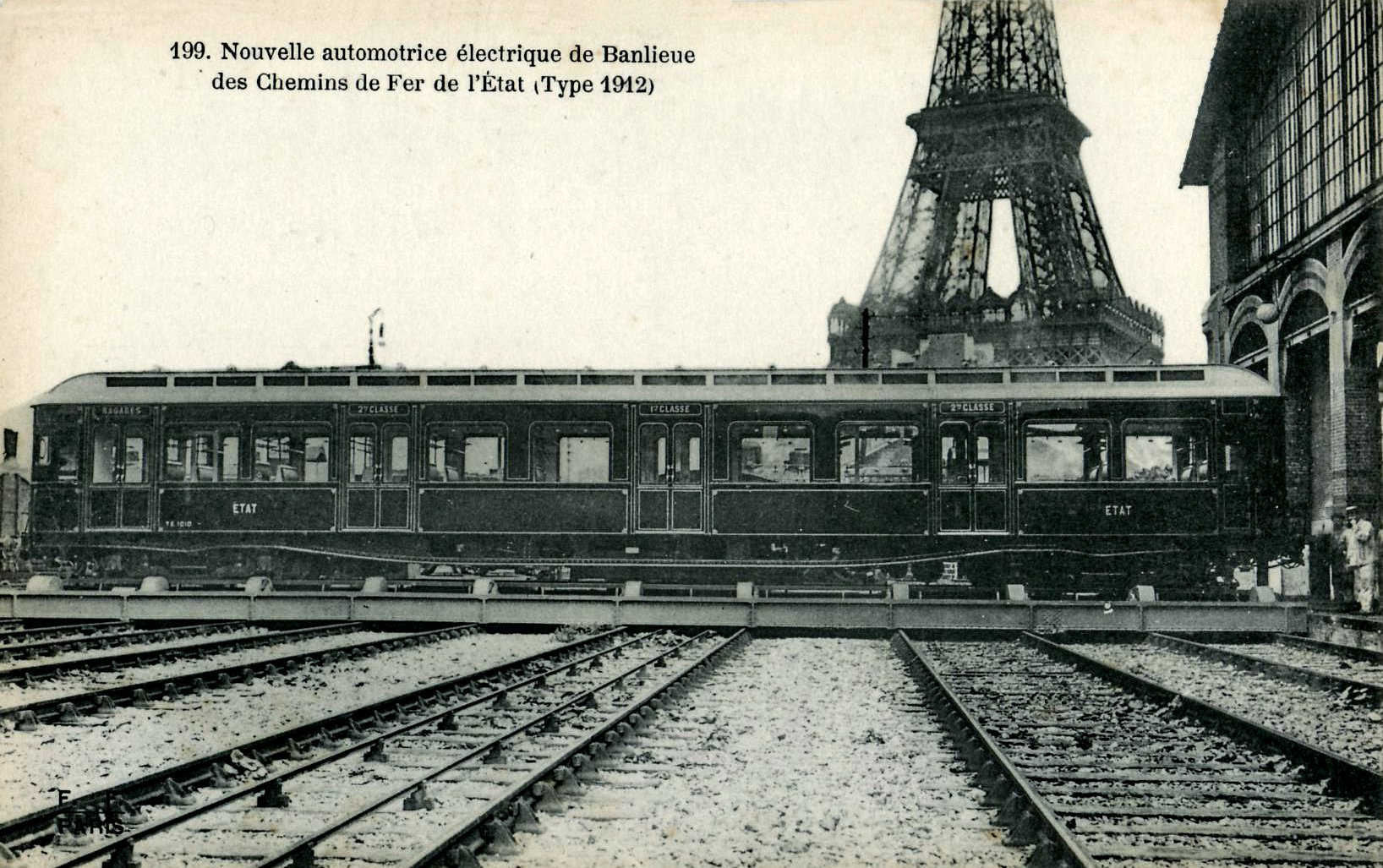
Automotrice Standard der 1. Serie im Betriebswerk Champ-de-Mars (um 1912)

Am 31. Dezember 1875 erhielt die Compagnie des Chemins de fer de l’Ouest die Genehmigung für den Bau der Strecke vom Bahnhof Champ de Mars nach Courbevoie mit einem Abzweig zur Ligne de Petite Ceinture. Davon gebaut wurde, nach vielen Differenzen bezüglich der Streckenführung, aber nur der kurze Abschnitt nach Grenelle an der Petite Ceinture. Am 25. November 1877 ging dieser für den Güter- und am 1. April 1878 für den Personenverkehr in Betrieb. 2.100.000 Fahrgäste wurden in jenem Jahr gezählt.
1884 kam schließlich eine Einigung bezüglich der weiteren Trasse der „Ligne des Moulineaux“ zustande. Die Arbeiten begannen 1886, am 1. Mai 1889 wurde die Strecke zwischen Champ de Mars und Puteaux – rechtzeitig zum Beginn der Weltausstellung von 1889 – eröffnet.
Anlässlich der Weltausstellung des Jahres 1900 stand die Ouest vor neuen Herausforderungen. Den Auflagen der Stadt Paris entsprechend wurden durch Tieferlegen der Strecke niveaufreie Kreuzungen mit den Straßen geschaffen. Um die Bedienung des Ausstellungsgeländes zu verbessern, wurde diese zudem von einer unmittelbar längs der Seine angelegten neuen Station Champ de Mars bis zur Esplanade des Invalides verlängert, wo ein neuer Endbahnhof entstand. Da dieser letzte Abschnitt (mit der Zwischenstation Pont de l’Alma) unter der Straßenebene im Tunnel angelegt wurde, richtete die Ouest zwischen Champ de Mars und Invalides einen Pendelverkehr mit elektrischen Triebwagen ein. Wie die Compagnie du chemin de fer de Paris à Orléans (PO) auf deren Pariser Strecke Gare d’Orléans–Gare d’Orsay installierte sie seitlich der Gleise Stromschienen, aus denen eine Gleichspannung von 550 V bezogen wurde. Damit wurde ab dem 12. April 1900 – von den seit 1890 existierenden elektrischen Straßenbahnen (→ Straßenbahn Clermont-Ferrand) abgesehen – erstmals in Frankreich elektrischer Eisenbahn-Personenverkehr durchgeführt. Die dampfbespannten Züge – auch jene, die über den neu geschaffenen Raccordement de Boulainvilliers von der Ligne d’Auteuil her über den Pont Rouelle die Strecke erreichten – endeten im Kopfbahnhof Champ de Mars, wo in die Triebwagen umgestiegen werden musste. Nach dem Ende der Weltausstellung wurde die Betondecke des Tunnels wieder geöffnet, sodass auch Dampflokomotiven den Bahnhof Invalides anfahren konnten.
Im Jahr 1890 hatte die Ouest in Paris mit den Kopfbahnhöfen Saint-Lazare und Montparnasse zwei Fernbahnhöfe. Diese und die auf sie zuführenden Gleise stießen angesichts des rasch zunehmenden Verkehrs an ihre Grenzen. Daher wurde erwogen, zwei zusätzliche Strecken zu bauen, von denen eine im – von den Weltausstellungen abgesehen – nur für den Vorortverkehr der Ligne des Moulineaux genutzten Bahnhof Champ de Mars beginnen sollte. In diesem Zusammenhang wurde eine Spange von Issy nach Viroflay geplant, die dort mit der im Bahnhof Montparnasse beginnenden Bahnstrecke Paris–Brest verknüpft werden sollte. Der Staatsforst Forêt de Meudon sollte in einem Tunnel unterquert werden. Am 10. August 1896 wurde das Bauvorhaben genehmigt; der Erwerb mancher Grundstücke erwies sich jedoch als schwierig und konnte erst Ende April 1898 abgeschlossen werden. Dennoch vergab die Bahngesellschaft am 2. September 1897 die Arbeiten für den 3363 m langen Tunnel de Meudon. Die Bodenbeschaffenheit, vor allem der teilweise vorgefundene Mergel, erschwerten deren Fortgang. Zudem mussten, vor allem in Issy, insgesamt fünf Viadukte errichtet werden. Zwischen Chaville und Viroflay wurde, um eine niveaugleiche Kreuzung mit der Strecke Paris-Brest zu vermeiden, jene unterquert.
Die Hoffnung, die neue Strecke bis zur Weltausstellung des Jahres 1900 in Betrieb nehmen zu können, erfüllte sich nicht, zumal der Tunnel im Juni 1900 an einer Stelle eingebrochen war. Am 1. Juli 1901 wurde schließlich der Abschnitt von Issy bis Meudon-Val Fleury eröffnet. Nicht zuletzt wegen des langen Tunnelabschnitts mit einer konstanten Steigung von 8 ‰ wurde er – zumindest für die Vorortzüge – ebenfalls mit seitlich der Gleise angebrachten Stromschienen versehen. Für die Stromversorgung mit fortan 750 V baute die Ouest in den Moulineaux ein Kraftwerk mit einer Leistung von 6000 PS sowie am Champ-de-Mars, in Meudon und in Viroflay je ein Unterwerk. Für den Vorortverkehr wurden Elektrolokomotiven der Baureihe 5000 beschafft, die als Gepäcktriebwagen auch Güter befördern konnten. Der Rangierverkehr im Endbahnhof Invalides wurde mit vier Mékarski-Pressluftlokomotiven durchgeführt.
Nach der Fertigstellung des Tunnels konnte am 31. Mai 1902 der elektrische Vorortverkehr bis Versailles-Rive-Gauche aufgenommen werden. Zunächst wurden elf Zwischenbahnhöfe bedient; die Station Pont de Grenelle wurde indes bereits vor 1910, Avenue de la Bourdonnais 1920 wieder geschlossen. 1908 ging die Strecke mit dem gesamten Netz der Ouest an die Administration des chemins de fer de l’État (ETAT) über. Kurz vor dem Ersten Weltkrieg begann der Einsatz von Automotrices Standard der 1. Serie. Mit der Einrichtung des Selbsttätigen Streckenblocks konnte die Zugfrequenz deutlich erhöht werden.
Am 31. März 1935 wurde der Güterbahnhof Champ-de-Mars geschlossen, am 15. Mai jenes Jahres endete der Fernverkehr auf der Strecke. Die Gleise im Bahnhof Invalides wurden auf sechs reduziert, dessen für den verbliebenen Vorortverkehr überdimensioniertes Empfangsgebäude wurde der Stadt Paris übergeben. Anlässlich der Weltfachausstellung von 1937 wurde der Abschnitt Champ de Mars–Invalides erneut – diesmal endgültig – gedeckelt.
Im Bahnhof Viroflay liegen die Gleise nördlich parallel zu jenen der Strecke Paris-Brest. Weiter westlich wird ein von der Strecke Paris-Saint-Lazare–Versailles-Rive-Droite kommendes Gleispaar durch ein Überwerfungsbauwerk verknüpft und gequert. Damit ist die durchgehend zweigleisige Strecke zwischen Paris und Versailles kreuzungsfrei. Der sechsgleisige Endbahnhof Versailles-Rive-Gauche, ein Kopfbahnhof mit zwei Mittelbahnsteigen und einem Seitenbahnsteig, liegt wenige hundert Meter von dort entfernt.
1977 begannen in offener Bauweise die Arbeiten an der unterirdischen Verbindung der Bahnhöfe Gare des Invalides und Gare d’Orsay. Die zwei ehemaligen Kopfbahnhöfe wurden zu viergleisigen Durchgangsstationen umgebaut, die Stromversorgung wurde auf Oberleitung und 1500-V-Gleichspannung umgestellt. In diesem Zusammenhang wurden die lange auf der Strecke eingesetzten Automotrices Standard im Mai 1979 von der Baureihe Z 5300 abgelöst. Die „Ligne des Moulineaux“ wurde nicht auf Oberleitung umgestellt und somit zum Inselbetrieb. Sie ging 1997 in der Linie 2 der Pariser Straßenbahn auf.
Am 30. September 1979 wurde die rund 1100 m lange Verbindung eröffnet und mit ihr die Transversale Rive Gauche etabliert. Im Jahr darauf wurde die „Ligne des Invalides“ als Zweig der Linie C Teil des Schnellbahnnetzes RER.

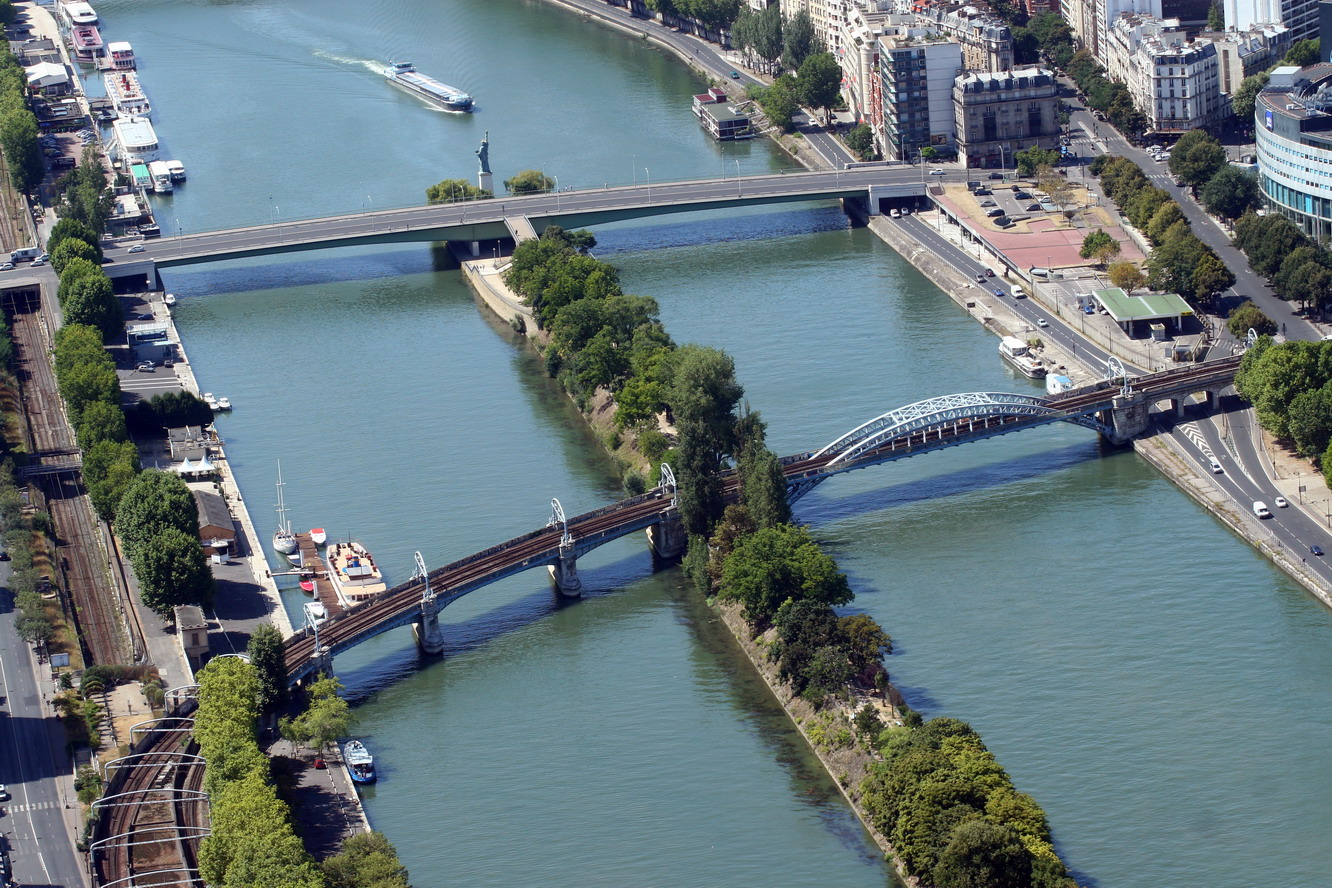
Abzweig des Raccordement de Boulainvilliers (nach rechts) mit dem Pont Rouelle über die Seine
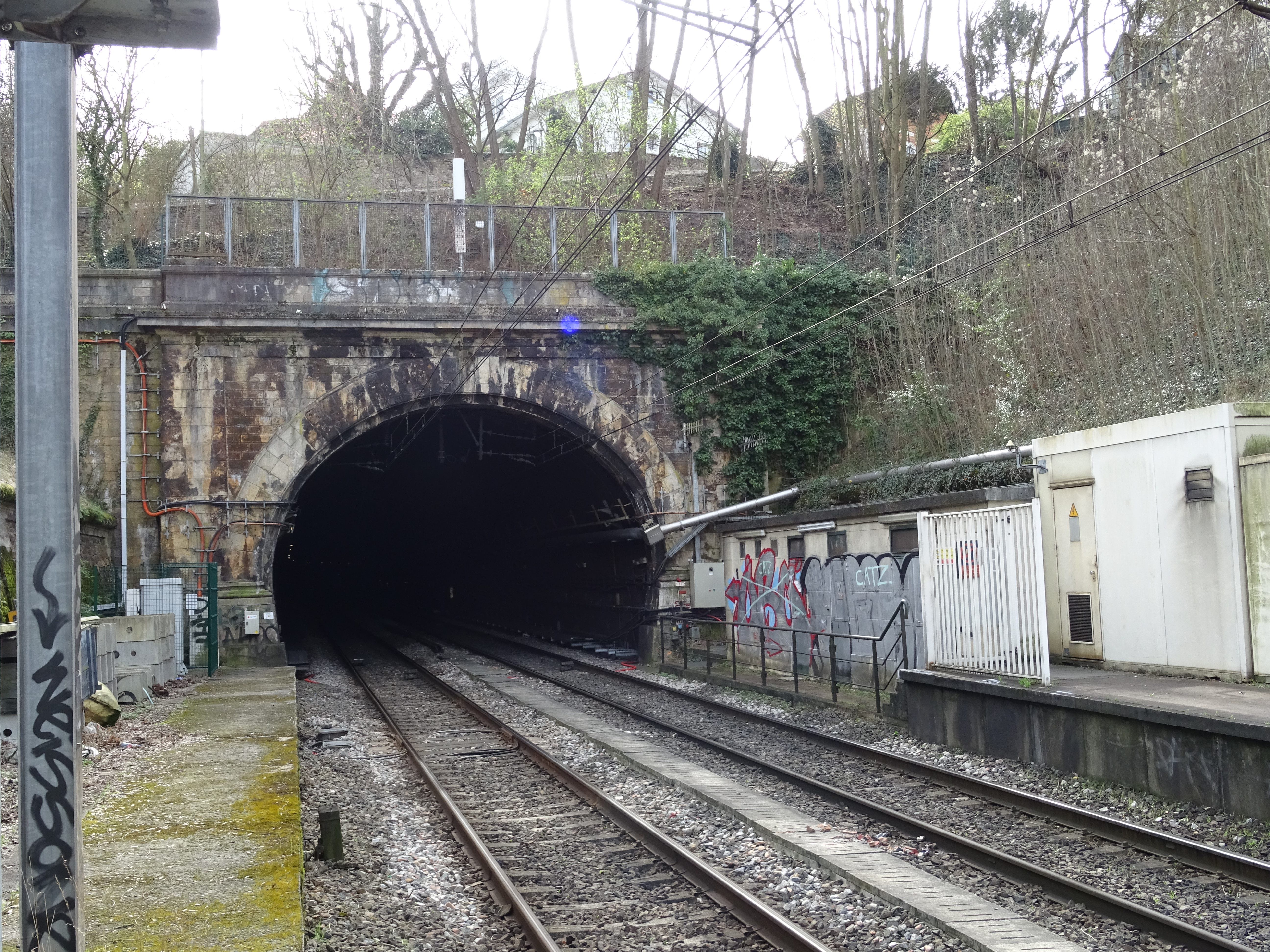
Ostportal des Tunnel de Meudon
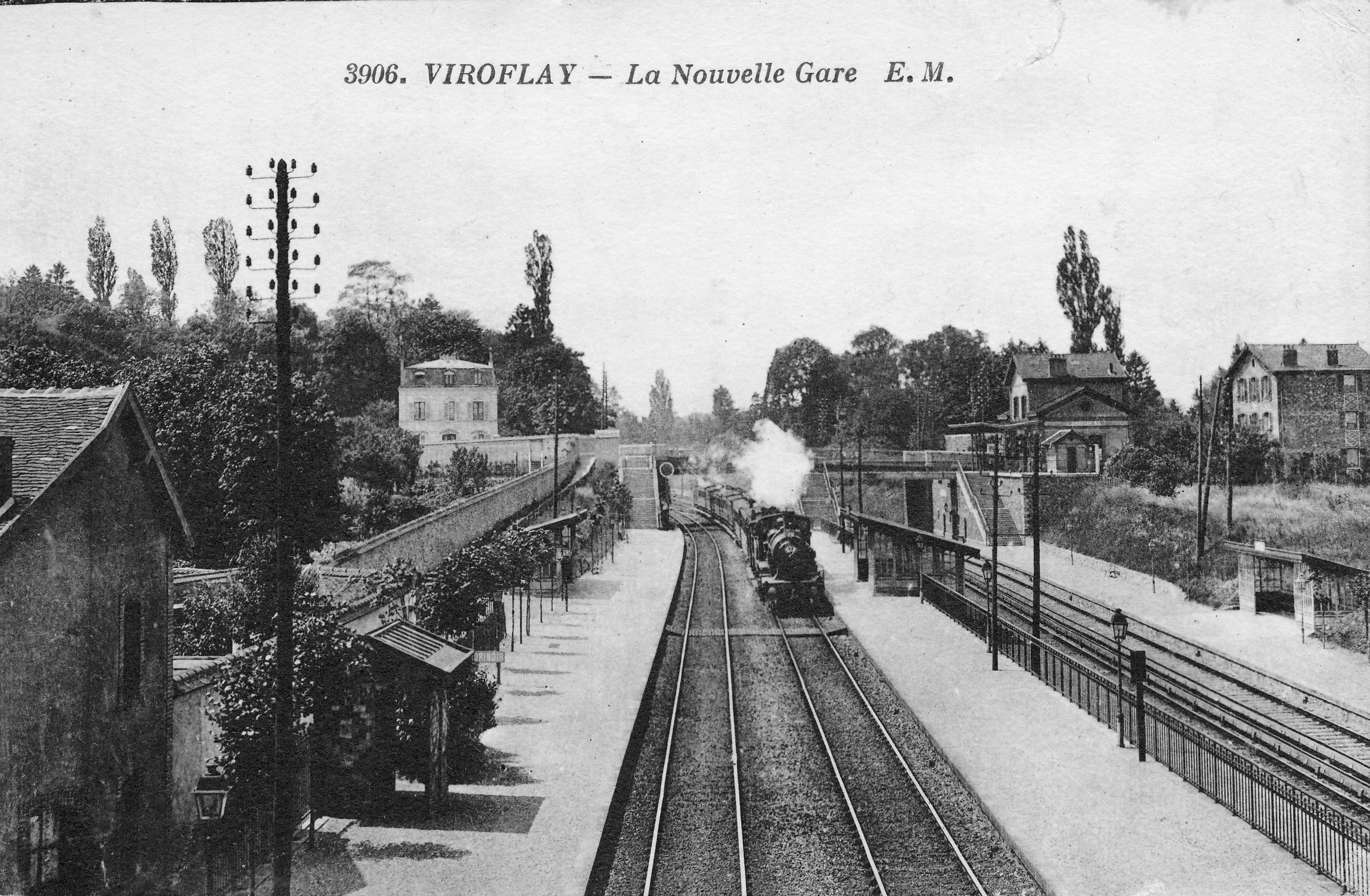
Bahnhof Viroflay-Rive-Gauche, rechts die Gleise der Ligne des Invalides (1900er Jahre)
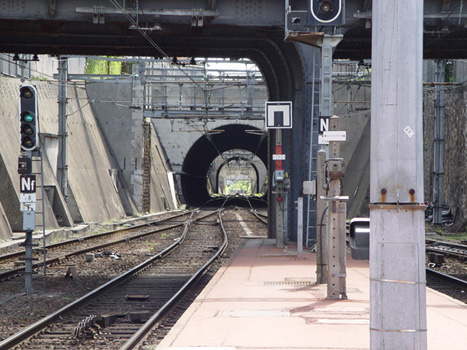
Nordkopf des Bahnhofs Versailles-Rive-Gauche